# 유리 부다노프
유리 드미트리예비치 부다노프(러시아어: Ю́рий Дми́триевич Буда́нов, 러시아어 발음: [ˈjʉrʲɪj ˈdmʲitrʲɪjɪvʲɪdʑ bʊˈdanəf], 1963년 11월 24일~2011년 6월 10일)는 러시아의 군인으로 체첸 공화국에서 발생한 엘자 쿵가예바 납치 및 살해 혐의로 유죄 판결을 받은 러시아군 장교이다.
부다노프는 러시아에서 매우 논란이 많았다. 유죄 판결에도 불구하고, 부다노프는 여론 조사에서 러시아 가구들의 광범위한 지지를 받았다. 동시에 그는 친러시아 체첸인들에게조차 체첸에서 널리 미움받았다. 2008년 12월, 러시아 남부 울리야놉스크주의 법원은 조기 석방 청원을 허가했다. 징역 10년형 중 8년을 복역한 후, 2009년 1월 15일 가석방으로 석방되었다.
2011년 6월 10일, 부다노프는 모스크바에서 총에 맞아 사망했다.

## 생애

### 초기 삶
부다노프는 1963년 소련 우크라이나 SSR 하르치스크에서 태어났다. 그는 하르키우의 전차 군사 학교를 졸업하고 소련 육군 장교로 경력을 쌓았으며, 특히 헝가리에 주둔한 소련 기지(남부군)에서 복무했다.
소련의 해체 당시 부다노프는 벨라루스에서 복무하고 있었지만 벨라루스 시민권을 거부하고 시베리아 군관구로 전출되었는데, 거기서 1999년부터 2001년까지 제5친위 전차 사단의 제160친위 전차 연대를 지휘한 것으로 보이며, 그 후 체첸으로 이동했다. 1999년에 부다노프는 말리노프스키 군사기갑부대 아카데미를 졸업하고 친위 대령 계급을 받았다.

### 체첸 전쟁
런던 왕립 정신과 의사 칼리지의 스튜어트 터너 박사가 그의 살인 재판에서 언급했듯이, 부다노프는 2000년 1월 아르군 강 협곡에서 벌어진 아르군 강 협곡 전투에 참전했으며, 이 전투에서 그의 연대 장교 절반 이상이 저격수의 총격으로 사망한 것으로 알려졌다.
2000년 2월 휴가를 받아 집에 왔을 때, 그는 가족과 함께 아르군 강 협곡에서 전사한 장교들에 대해 이야기하고, 전사자들의 사진을 보여주었으며, 신경질적이고 우울해 보였다고 한다 (스튜어트 터너의 전문 의견에 따름).

### 엘자 쿵가예바 살해
엘자 쿵가예바의 아버지는 부다노프가 2000년 2월부터 체첸 공화국의 우루스마르타놉스키군 탕기-추 마을 외곽에 그의 전차 연대와 함께 진을 치고 있었다고 보고했다. 그는 살해 사건 10일 전 여러 가옥을 무단으로 수색하고 약탈하여 마을 주민들 사이에서 악명이 높았다. 사건 이틀 전에도 그는 다른 가옥을 약탈하고 불을 지르겠다고 위협한 것으로 알려졌다.
2000년 3월 27일, 러시아군이 탕기-추에 있는 쿵가예바 가족의 집에 들이닥쳤다. 부다노프와 세 명의 병사는 장녀인 엘자 쿵가예바(케다라고 불림)를 집 밖으로 끌어내 장갑차에 태워 데려갔다. 마을 주민들은 그녀를 찾기 위해 인근 우루스마르탄으로 갔고, 연방 사령관으로부터 쿵가예바가 술 취한 남자들에게 강간당하고 살해당했다는 말을 들었다.
2001년부터 2003년까지 러시아 법원은 쿵가예바의 납치, 강간 및 살해 혐의로 부다노프를 재판했다. 강간 혐의는 초기 부검 보고서의 시사에도 불구하고 나중에 기소에서 철회되었다. 처음부터 부다노프는 살해를 자백했지만 강간은 부인했다 (강간은 체첸 문화에서 살인보다 더 불명예스러운 것으로 간주될 수 있다). 그는 쿵가예바가 자신의 부대를 향해 총을 쏘고 있던 저격수라고 믿고 텐트에서 심문하던 중, 그녀가 자신을 모욕하자 격분하여 살해했다고 말했다.

## 기소

### 체포
부다노프는 2000년 3월 29일에 체포되었다. 언론 보도에 따르면, 부다노프는 쿵가예바가 의심되는 저격수였으며, 그녀를 심문하던 중 격분했다고 주장했다.
당시 러시아 연방군 총참모장이었던 아나톨리 크바슈닌 상장은 블라디미르 푸틴 러시아 대통령과 국가에 끔찍한 사건으로 부다노프가 체포되었음을 발표하기 위해 국영 텔레비전에 출연했다. 크바슈닌은 부다노프가 쿵가예바를 "모욕하고" 살해했다고 비난하며, 대령의 행동을 "야만적이고 수치스럽다"고 규탄했다.
이에 비해, 부다노프의 지휘관이었던 블라디미르 샤마노프 중장은 그에게 강한 동정심을 보였다. 그는 부다노프가 자신의 최고의 지휘관 중 한 명이라고 말하며 다음과 같이 도전했다: "부다노프의 적들에게 말한다: 러시아 군인과 장교의 명예를 더럽히지 말라."
체첸 반군은 최근에 붙잡은 오몬 특수 경찰 9명과 부다노프를 교환하겠다고 제안했다. 러시아 측이 제안을 거부하자 포로들은 2000년 4월 4일 아침에 처형되었다.

### 혐의
쿵가예바 사건과 관련하여 부다노프는 사망에 이르는 납치, 중대한 결과를 수반하는 폭력을 동반한 직권 남용, 납치된 사람 살해의 세 가지 범죄로 기소되었다. 쿵가예바가 사망 전에 당한 구타 및 고문에 대해서는 명시적으로 기소되지 않았다. 그는 또한 부하 장교 구타, 상관에게 무기로 위협, 기타 범죄 혐의로 기소되었다.
부다노프는 자신의 공직 지위와 전투 차량을 이용하여 쿵가예바를 집에서 데려갔고, 쿵가예바를 군사 시설에 억류했다. 따라서 그는 폭력으로 중대한 결과를 초래한 직권 남용 혐의로 기소되었으며, 이는 징역 3년에서 10년형에 처할 수 있다 (러시아 형법 제286.3조).

### 강간 기소 불충분
법의학 의사이자 러시아 군 의료 서비스의 대위는 그녀의 질 입구 주름에 세 개의 열상과 직장의 점막에 한 개의 열상을 발견했으며, 보고서는 그녀가 사망 전에 둔기에 의해 항문과 질을 통해 삽입되었다고 결론 내렸다.
부다노프의 부하 3명, 병장 리 엔 쇼와 그리고리예프, 그리고 이등병 예고레프가 책임이 있는 것으로 밝혀졌다. 이들 3명에 대한 혐의는 2000년 5월 26일 사면법에 따라 동시에 제기되었다가 취하되었다.

### 재판
재판은 2003년 4월 9일 로스토프나도누에서 시작되었다. 여러 차례 재심을 거친 부다노프에 대한 법적 절차는 총 2년 3개월간 지속되었다.
증인 중에는 부다노프가 체첸 저격수들을 묘사한 사진을 주었다고 말한 시 행정 담당자 야야예프가 있었다. 그러나 야야예프는 부다노프에게 그런 사진을 준 적이 없다고 말했다. 샤마노프 장군은 재판 중 부다노프를 변호하러 왔다. 그는 피고에 대한 연대를 표명했으며, 겐나디 트로셰프 상장과 법정에서 피켓 시위를 벌인 수많은 다른 러시아 군인 및 민간인들도 마찬가지였다. 여론 조사에 따르면, 응답한 러시아인 중 50%가 대령 부다노프를 구금에서 풀어달라는 시위자들의 요구를 지지했고, 19%는 이러한 요구를 지지하지 않았다.
논란의 여지가 있는 결정으로, 부다노프는 2002년 12월 31일 일시적 심신 미약을 이유로 처음에는 무죄 판결을 받았고, 추가 평가를 위해 정신병원에 수감되었으며 치료 기간은 그의 의사가 결정했을 것이다.
그러나 2003년 3월 초 최고 법원은 판결을 무효화하고 재심을 명령했다. 재심은 같은 장소에서 새로운 판사로 진행되었다. 2003년 7월 25일에 10년의 징역형이 선고되었다.
부다노프에게 유죄를 선고한 블라디미르 부크레예프 판사 자신은 뇌물 수수 혐의로 유죄 판결을 받고 2009년 7월 6일에 징역 10년형을 선고받았다.

## 수감 및 석방
2004년 9월 21일, 현재 울리야놉스크 지역 지사인 샤마노프는 부다노프에 대한 사면에 서명했다. 인테르팍스는 울리야놉스크 사면 위원회 의장 아나톨리 제레브초프의 말을 인용하여 푸틴이 권고를 지지하면 부다노프도 군 계급과 훈장을 되찾을 것이라고 보도했다.
위원회의 결정은 체첸에서 분노를 촉발시켰다. 체첸 의회 의장 타우스 자브라일로프는 인테르팍스에 "감옥에 있든 풀려나든 부다노프는 무고한 소녀의 목숨을 앗아간 중대한 범죄를 저지른 사람으로 남을 것"이라고 말했다. 람잔 카디로프는 "울리야놉스크 위원회의 결정은 오랫동안 고통받아온 체첸 민족의 영혼에 침을 뱉는 것과 같다"고 말했다.
카디로프는 다음과 같이 진술했다. "엘자의 친구 중 누구라도 [부다노프]를 만난다면 그들이 어떻게 행동할지 예측하고 싶지 않다. 체첸 사람들은 그를 인간으로 여기지 않으며, 전쟁 범죄자로서 그는 그렇게 대우받을 자격이 없다. 그가 남자를 죽였다면 그의 범죄를 어느 정도 용서할 수도 있을 것이다. 그러나 여성을 성폭행하는 것은 용서할 수 없다. 그는 경멸받아 마땅하다. 그는 러시아 연방 국방부에 수치를 안겨주었다."
2006년 2월, 러시아 교도소 당국은 10년형을 복역 중이던 부다노프가 모범수로 조기 석방될 수도 있다고 발표했다. 통합 러시아당의 체첸 지역 지부는 국가두마와 러시아 대통령에게 부다노프에게 사면을 부여하지 말 것을 요청했다. 같은 달 부다노프는 그의 변호사의 청원에 따라, 모범수임을 고려하여 엄중 관리 교도소에서 정착촌 교도소로 이송되었다.
2008년 12월 24일, 법원은 그에게 가석방을 허가했다. 이는 부다노프의 변호사들이 가석방을 얻기 위한 다섯 번째 시도였다. 그 전 네 번의 신청은 기각되었다. 피해자 측 변호사들은 석방 결정을 뒤집기 위해 항소했지만 실패했다. 부다노프는 형기 만료 15개월 전인 2009년 1월 15일에 석방되었다. 이 결정은 체첸의 인권 옴부즈맨 누르디 누카지예프에 의해 항의받았는데, 그는 러시아 판사들이 러시아인과 체첸인에 대해 "이중 잣대"를 적용한다고 비난했다.
쿵가예바 가족의 변호사 스타니슬라프 마르켈로프는 부다노프의 석방에 대한 막판 항소를 시도했으며, 2009년 1월 19일 모스크바에서 노바야 가제타의 25세 기자 아나스타샤 바부로바와 함께 총에 맞아 사망했다.

## 암살 및 장례식
유리 부다노프는 2011년 6월 10일 오전 11시 30분경 모스크바 중심부(하모브니키, 콤소몰스키 대로)에서 암살되었다. 6발의 소음탄이 발사되었고, 이 중 4발이 부다노프의 머리에 맞았다. 살인자는 공범이 운전하는 차량을 타고 도주했다. 차량은 몇 블록 떨어진 곳에서 부분적으로 불탄 채 발견되었다. 마카로프 PM으로 추정되는 총과 소음기가 차량 내에서 발견되었다. 부다노프의 아내가 암살을 목격했으며 러시아 당국에 구금되었다. 러시아 경찰 수사관들은 이번 공격이 신중하게 계획되었으며, 혈족 복수가 유력한 동기 중 하나라고 언급했다. 살인 사건의 한 목격자는 6발의 총격이 발사된 차량의 운전자가 슬라브계 외모를 가졌다고 묘사했다.
그의 장례식에는 블라디미르 지리놉스키와 같은 우익 지도자들이 참석했으며, 세 발의 총살이 포함되었다. 모스크바 경찰은 수십 명을 체포한 후 대부분의 수사 정보를 언론에 공개하지 않은 것으로 알려졌다.
2013년 5월 7일, 유수프 테미르하노프는 배심원단에 의해 부다노프 살해 혐의로 유죄 판결을 받고 징역 15년을 선고받았다. 수사에 따르면 테미르하노프의 동기는 그의 아버지가 2000년 제2차 체첸 전쟁 중 러시아 군대가 그의 식당에서 음식값을 지불하기를 거부하여 살해당한 것에 대한 복수였다. 테미르하노프의 변호인 무라드 무사예프는 두 명의 배심원에게 자신의 의뢰인을 무죄로 판결하도록 뇌물을 주려 한 혐의로 기소되었다. 무사예프에 대한 혐의는 시효로 인해 2015년 2월에 취하되었다.
해당 배심원 두 명, 디아나 로모노소바와 비탈리 프로닌은 6,000,000 루블의 뇌물을 받은 혐의로 기소되었다. 프로닌은 재판 중 혐의에 대해 유죄를 인정했다. 로모노소바는 50세 이상이라는 이유로 2015년 4월 28일 사면되었다. 프로닌은 1년의 집행유예를 선고받았고 2015년 5월 5일 즉시 사면되었다.
테미르하노프는 어떠한 관여도 부인하며 무죄를 주장했다. 그는 2018년 8월 시베리아 교도소에서 형을 복역하던 중 사망했다. 체첸 대통령 람잔 카디로프는 테미르하노프 씨가 러시아 법 집행 기관의 반체첸 편견 때문에 불법적으로 재판을 받고 수감되었다고 말했다.

## 같이 보기
- 알렉산드르 이바노비치 바라노프
- 제2차 체첸 전쟁의 전쟁 범죄 및 테러리즘

## 내용주
1. ↑  “The Budanov Case”. 2008년 12월 24일에 확인함.
2. ↑  “Budanov Granted Parole From Prison”. 《The Moscow Times》. 2009년 1월 16일에 확인함.
3. ↑  Tom Parfitt (2011년 6월 10일). “Russian colonel murdered”. 《The Guardian》. 2012년 6월 24일에 확인함.
4. 1 2  Politkovskaya, Anna (2003년 1월 23일). “Британский след в деле Буданова” [British trace in the case of Budanov]. 《Novaya Gazeta》 (러시아어). 2021년 1월 13일에 확인함.
5. 1 2  Politkovskaya, Anna (2007년 1월 9일). 《Putin's Russia: Life in a Failing Democracy》. Henry Holt and Company. ISBN 9781429939157. 2021년 1월 13일에 확인함. ...The judge agreed to attach to the case file the long report by Dr. Stuart Turner, a fellow of the Royal College of Psychiatrists, in London...
6. 1 2  “Backgrounder on the Case of Kheda Kungaeva. Trial of Yuri Budanov set for February 28”. Human Rights Watch. 2020년 1월 13일에 확인함.
7. 1 2 3  Reynolds, Maura (2001년 2월 26일). “Russian Officer Goes on Trial, Cards Stacked in His Favor”. 《Los Angeles Times》. 2012년 6월 24일에 확인함.
8. ↑  “Анна Политковская: семь лет на линии фронта”. 2012년 3월 9일  – 유튜브 경유.
9. 1 2  Krainova, Natalya (2011년 6월 13일). “No Lack of Suspects in Budanov Killing”. 2020년 11월 29일에 원본 문서에서 보존된 문서. 2020년 1월 13일에 확인함.
10. ↑   보관됨 18 7월 2006 - 웨이백 머신
11. ↑  “Chechen rebels executed Russian police”. 2008년 12월 24일에 확인함.
12. ↑  Cockburn, Patrick (2000년 4월 6일). “Chechen fighters kill nine captured Russian soldiers – Europe, World – The Independent”. 《The Independent》 (London). 2022년 5월 7일에 원본 문서에서 보존된 문서.
13. ↑  “Death of Yuri Budanov – Russia's Political Murder that Got No Coverage in the West”. 2011년 6월 22일에 확인함.
14. 1 2 3  Finch, Ray (2011년 12월 17일). 《Snapshot of a War Crime: The Case of Russian Colonel, Yuri Budanov》. 《The Journal of Power Institutions in Post-Soviet Societies》. doi:10.4000/pipss.3840. 2012년 6월 24일에 확인함.
15. 1 2 3  Human Rights Watch. “Notes on the trial of Col. Yuri Budanov for Kungaeva's murder”. 《HRW report of 27-02-2001》. 2012년 6월 24일에 확인함.
16. ↑  “Đ'Ń Ń'Ńƒđżđťđľđ˝Đ¸Đľ ĐŃ Ń'Đžđ˝Đ¸Đ¸ Đ˛ Đ?Đ?Đ˘Đž đżđžđ˛Ń"Ń Đ¸Ń' ĐąđľđˇĐžđżđ°Ń Đ˝Đžń Ń'Ńœ Đ˛ Ń€Đľđłđ¸Đžđ˝Đľ Đ'Đ°Đťń'Đ¸Đšń Đşđžđłđž Đźđžń€Ń?, Ń Ń‡Đ¸Ń'Đ°Ńžń' ŃˆĐ˛Đľđ´Ń Đşđ¸ľ Đ˛Đž”. Rosbaltnews.com. 2004년 10월 15일. 2012년 6월 24일에 확인함.
17. ↑  안나 폴릿콥스카야 2004: 푸틴의 러시아, 하빌 프레스
18. ↑  “FOM: Public Opinion Foundation (Russia) > Chechnya and the Budanov Trial”. 2007년 9월 27일에 원본 문서에서 보존된 문서. 2007년 3월 18일에 확인함.
19. ↑  “The sentence brought to military judge”. 콤메르산트. 2009년 7월 7일. 2009년 12월 7일에 확인함.
20. ↑  “Russian Governor Backs Colonel's Pardon”. 2009년 2월 12일에 원본 문서에서 보존된 문서. 2008년 12월 24일에 확인함.
21. ↑   보관됨 19 10월 2004 - 웨이백 머신
22. ↑  “Budanov will remain in Ulyanovsk colony”. 2008년 12월 24일에 확인함.
23. 1 2 3  Буданов застрелен в Москве [Budanov Shot Dead in Moscow]. 《인테르팍스.ru》 (러시아어). 2011년 6월 10일. 2011년 6월 10일에 확인함.
24. ↑  “Chechen girl strangler 'released'”. BBC. 2008년 12월 24일. 2008년 12월 24일에 확인함.
25. ↑  Chechen rights lawyer and journalist shot in Moscow. The International Herald Tribune. Retrieved 19 January 2009.
26. ↑  Mirovalev, Mansur (2011년 6월 10일). “Yuri Budanov, Disgraced Russian Ex-Colonel, Killed in Contract-Style Shooting”. 《HuffPost》. 2012년 6월 24일에 확인함.
27. ↑  (러시아어)Следствие: Буданов мог стать жертвой кровной мести
28. ↑  (러시아어)Следственный комитет: водителем машины с убийцами Буданова был человек «славянской внешности»
29. ↑  “Top Islamists claims Russian colonel slaying”. 《Ahram Online》. 2011년 7월 24일.
30. ↑  Обвиняемый в убийстве Буданова приговорен к 15 годам (러시아어). Russian Legal Information Agency. 2013년 5월 7일.
31. ↑  Суд в Москве прекратил уголовное преследование адвоката Мусаева (러시아어). Russian Legal Information Agency. 2015년 2월 18일.
32. ↑  Адвокат дал показания в суде над экс-присяжными по делу Буданова (러시아어). Russian Legal Information Agency. 2016년 4월 28일.
33. ↑  “Экс-присяжная по делу Буданова амнистирована судом”. Russian Legal Information Agency. 2015년 4월 28일.
34. ↑  Суд амнистировал экс-присяжного по делу Буданова. Russian Legal Information Agency. 2015년 5월 5일.
35. ↑  “Chechen Man Convicted of Killing Notorious Russian Colonel Dies in Siberian Prison” (영어). RadioFreeEurope/RadioLiberty. 2018년 8월 3일. 2018년 8월 4일에 확인함.
36. ↑  How Chechnya’s Ramzan Kadyrov could destabilise Russia, 파이낸셜 타임스